# アメリカ合衆国の人種構成と使用言語
本項では、アメリカ合衆国の人種構成と使用言語（アメリカがっしゅうこくのじんしゅこうせいとしようげんご、英: race and ethnicity in the United States）について取り扱う。アメリカ合衆国の人口は2010年の時点で約3億人で、移民により成り立った多民族国家であり、人種も民族も多様で様々な言語が使われている。ここではアメリカ合衆国国勢調査局の情報を基に人種・民族構成と使用言語について記述する。

## 概要
米国の国勢調査には、10年毎に実施される全数調査と、毎年（実施は毎月）行なわれる標本調査がある。最新の全数調査は2010年春に行なわれた（2009年の数値として集計）。標本調査は国勢調査局のアメリカン・コミュニティ・サーベイ（ACS）によって毎年行なわれている。以下2010年の全数調査の結果を主に記述しているが、一部には最新の標本調査からの推定データの記述も含めている。
人種・民族
人種のるつぼとも形容される米国であるが、2011年の時点で白人が78.1%を占める多数派であり、黒人が13.1%、その他が8.8%となっている。これをヒスパニックか否かで見ると、非ヒスパニック系白人は63.4%で、ヒスパニック系（白人、混血、黒人などを含む）が16.7%、その他が19.9%となっている。2つ以上の人種を祖先とする混血は2.9%と少数派になっている。これには、20世紀後半まで人種間の結婚が違法とされていた州が大半であり、少数民族が差別されてきたことが強く影響している。しかし、実際には混血の人口は2.9%よりも多いとする意見もある。
米国は出生地主義をとっているが、米国外生まれの住民は12.8%であった。
また、州によって人種構成は大きく異なる。米国で最大の州カリフォルニア州では、非ヒスパニック系白人の割合は39.7%だが、ヒスパニック（白人、混血、黒人などを含む）は38.1%、アジア系は13.6%、その他は8.6%となっており、非ヒスパニック系白人が多数派ではあるが、米国全体と異なって過半数に達していない。米国第2の都市であり、前述のカリフォルニア州最大の都市、ロサンゼルスではヒスパニック系が最大の48.5%で非ヒスパニック系白人は28.7%と逆転している。米国最大の都市ニューヨークでも非ヒスパニック系白人は33.3%、ヒスパニック系は28.6%と圧倒的に多数というわけではない。
言語
英語が事実上の公用語であるが、22の州とワシントンD.C.は公用語を定めていない。英語を公用語としている28州の内、ハワイ州のみ第2公用語にハワイ語を制定している。2010年の家庭で使われる言語の調査では「英語のみ」が80.0%、2番目がスペイン語で12.4%（3500万人）であった。その他にも多くの言語が使われているが、それらの比率は1%以下であった。公文書の多くにスペイン語版も用意されており、地域の人種・民族構成によってはその他の言語も用意されている。近年では非ヒスパニック系の白人の比率が下がってきており、その他の民族（特のヒスパニック）は政治・経済にも影響を大きく及ぼしてきている。特にヒスパニック系が多いカリフォルニア州では家庭で英語のみ使用が56.9%に対してスペイン語が28.7%、ロサンゼルス市では逆転しておりスペイン語43.8%に対して英語のみ39.5%となっている。

## 人口流入の経緯
アメリカ大陸へは数万年前に人類が到達した。15世紀には北米では東海岸から西海岸まで全土にわたって先住民が居住していた。コロンブス到着以前の北米の人口の推定には困難を伴い、200万人、700万人、1800万人などの大きな幅の推定がある。
16世紀に入りヨーロッパ各国からのアメリカへの入植が始まり、同時に持ち込まれた疫病や入植者との闘争の中で先住民の数は激減した。詳細はアメリカ先住民の人口の推移およびヨーロッパ諸国によるアメリカ大陸の植民地化#疫病の蔓延と人口減少を参照。

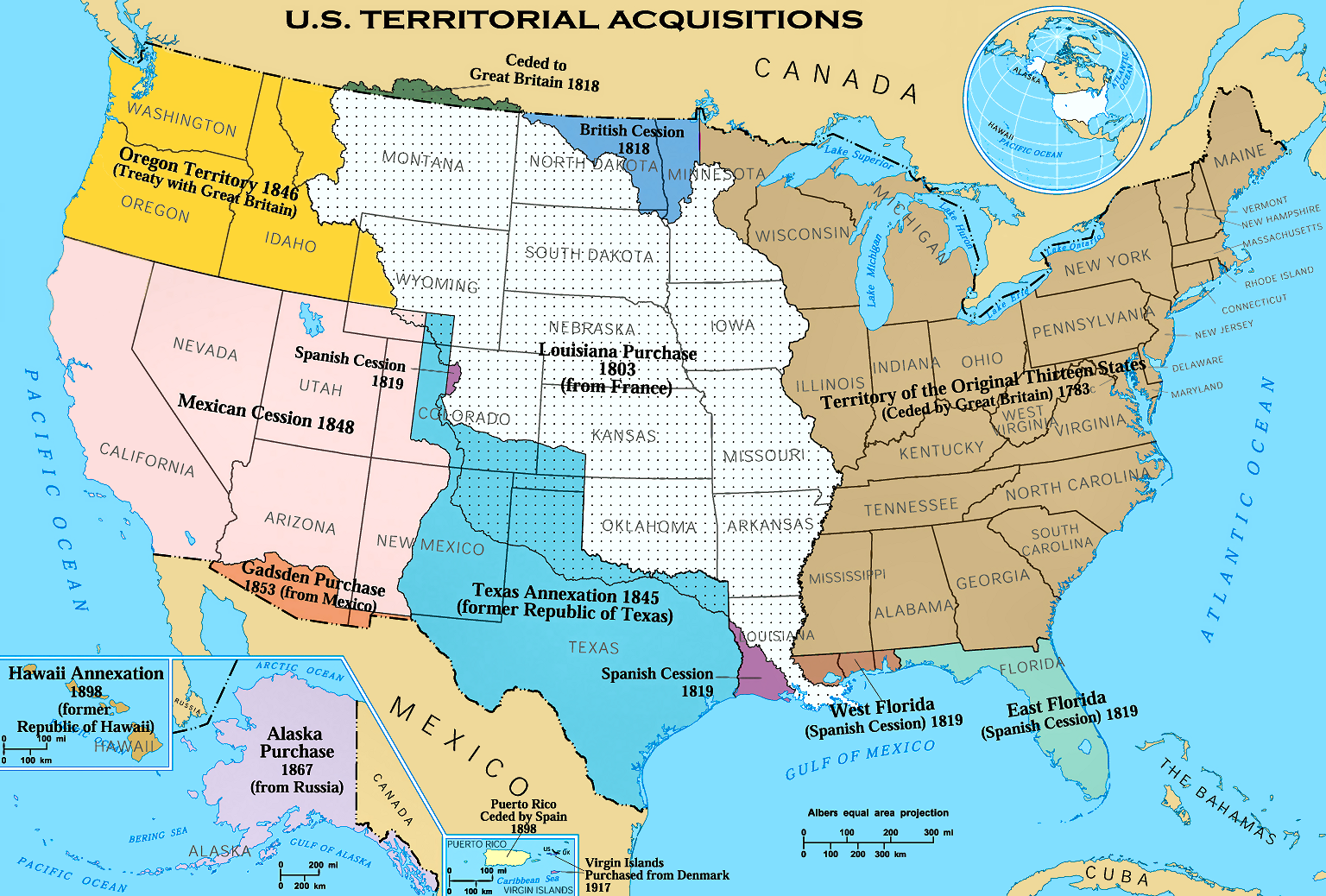
米国の領土拡張の推移:
1783年
1803年
1845年1846年
1848年

1775年の米国独立前の東部13州の人口は240万人と推定されている。1776年の米国の東部13州独立時点では領土は現在の1割程で人口は300万人弱であった。人口の内訳は白人の85%がイギリス、アイルランド、スコットランドおよびウェールズ出身で、その他ドイツ系9%、オランダ系4%などであった。黒人奴隷もすでに21万人ほどが連行されていた。
その後中部、南部、西部へと領土を拡大し、アラスカ、ハワイを除く現在の領土になったのは1853年で人口は約2300万人となっていた。その間移民も増加し、1660年から1849年の間に累計300万人、19世紀末までに2000万人、20世紀末までに累計6600万人の移民があった。なおこの数値に領土獲得に伴う新領土の住民は移民としては扱われておらず、旧フランス、スペイン、メキシコ領のヨーロッパやアフリカ起源の住民は人口増として現れているだけである。
- 黒人奴隷貿易（16-18世紀）。
- アメリカ先住民の民族浄化。

19世紀 （人口が530万人から7620万人へ、国土が約3倍になる。）
- 1803年、フランスからルイジアナ購入、領土が約2倍になる。
- 1819年、スペインからフロリダ購入。
- 1840年代のジャガイモ飢饉により、アイルランドから移民が流入した。
- 米墨戦争（1846-48年）の結果ニューメキシコ、アリゾナ、カリフォルニア、ネバダ、ユタなどをメキシコから割譲された。
- カリフォルニア・ゴールドラッシュ（1848 - 55年）により、ラテンアメリカ、ヨーロッパ、中国などから移民が流入した。
- 1850年代にヨーロッパ各国（イタリア、ギリシャなど）からの移民が急増した。
- 1867年に ロシアからアラスカ購入。
- 18世紀後半にドイツから約450万人の移民が流入した。
- ハワイ（1898年）その他の太平洋諸島、プエルトリコを併合した。
- 米西戦争（1898年）により、フィリピンを支配した。
- 19世紀末に日本からの移民が始まる。

20世紀 （人口は7620万人から2億8100万人へ）
- 第2次世界大戦後、主に敗戦国から移民が流入した。また、ソビエト社会主義共和国連邦の影響下に入った東欧諸国からの移民も増加した。
- 支配下、または影響下にあったフィリピン、韓国、ベトナムなどアジアからの移民、キューバからの難民が流入した。
- 20世紀後半からは、中南米諸国（主にメキシコ）から移民が増加している。

### 移民の推移
以下は外国人で永住権を所得した人数の集計である。米国は出生地主義をとっているため、不法入国者の米国生まれの子は自動的にアメリカ国籍となる。多くの不法滞在者は（2005年時点では1000万人以上と推定された。）以下の集計には出てこないが、その子は人口の自然増として現れる。
米国独立以前の移民の集計は、イギリス、フランス、スペインなどの植民地政府で集計されていたと思われるが、集計に足る資料は見つかっていない。
1670年の人口は11万人とアメリカ合衆国の人口の推移に記述されており、地域はおそらく東部13州のものと推察されるが明確ではない。先住民の人口が含まれていたかも不明である。
1660年から1789年の130年間の移民については当時の調査資料は無いが、Inter-university Consortium for Political and Social Research (ICPS)が右表の推計を出している。
1790年の第1回国勢調査では、当時の米国領東部18州の人口は393万人であり、約70%はイギリス、アイルランド、スコットランドおよびウェールズ出身で、約20%がアフリカ系黒人であった。
1790年代から1810年代にかけては移民はあまり多くなく、10年あたり6万人、30年間で18万人ほどと推定されている。
1820年からは移民（永住権の所得者）の集計が取られており、アメリカ合衆国国土安全保障省が出自別の集計を公表している。この数値には前述のとおり領土獲得に伴う人口増は自然増扱いとなっており、この移民の数値には含まれていない。1848年に米墨戦争の結果割譲された地域および1853年のガズデン購入時には、約30万人のメキシコ人が米国に編入された。
また国土安全保障省の移民集計には1908年までのメキシコからの陸路での入国者の数値は含まれていない。これは20世紀初頭までは経済的理由から米墨間での自由な人の出入りを認めていたためである。よって20世紀初頭までの移民の集計ではヨーロッパからの移民のみが計上されており、メキシコなど中南米諸国からの流入は隠れている。
1820年から1899年の間に1868万人の移民があり、人口は1820年の964万人から1900年の7621万人となった。この80年間の移民の内訳は、その大半はヨーロッパからのもので、ドイツ499万人、アイルランド384万人、イギリス302万人、イタリア94万人のほか、ロシアを含むほぼヨーロッパ全域、およびカナダからも105万人の移民があった。東アジア、東南アジアからも移民が始まっており、中国から30万人、日本からも約2万人が19世紀中に移民していた。
1900から1910年の間には820万人（うちヨーロッパより757万人）まで増加したが、1929年の大恐慌、第二次世界大戦へかけて移民は減少した。1930年代には70万人の移民へと1/10以下となった。大戦後には移民は増加に転じたが、ヨーロッパ以外の地域からの移民が大半を占めるようになった。1900年から1949年の間の移民は2040万人でヨーロッパからはイタリア382万人、ロシア267万人、イギリス138万人、ハンガリー129万人、オーストリア117万人、ドイツ113万人、ほか、カナダから210万人、ラテンアメリカから140万人、アジアではトルコから33万人、日本から26万人などがあった。1950年から1999年にかけては2598万人の移民があったが、ヨーロッパからは1/5の538万人で、最大はラテンアメリカから1102万人（約半数はメキシコ）、ついでアジアからの715万人であった。アジアからは前半世紀には移民が多くはなかった地域、フィリピン146万人、韓国78万人、インド75万人、ベトナム60万人と2つに分かれた中国本土から55万人、台湾から35万人などがあった。前半世紀にはアジア系で2番目に多かった日本からの移民は25万人であった。

1660年から2009年にかけての移民の推移
外国人で永住権を所得した人数の集計である。
フランス、スペイン、メキシコからの領土獲得に伴う住民の増加分は移民としては集計されていない。
プエルトリコからの460万人の米国本土への居住者は含まれていない。
1908年までメキシコからの陸路での入国者は計上されていない。

1820年から2009年の190年間に7536万人の移民があったが、出身地域（出身国）はヨーロッパが53％、アジアが16％、カナダから6％、ラテンアメリカから23%、アフリカから2%、オセアニアから1%などとなっている。100万人以上移民があった国は、ドイツ728万人、イタリア546万人、イギリス542万人、アイルランド479万人、ロシア396万人、オーストリア187万人，ハンガリー169万人、スウェーデン129万人、中国247万人（香港48万人、台湾44万人を含む）、インド135万人、フィリピン201万人、カナダ471万人、メキシコ764万人（1908年以降の数値のみ）、キューバ120万人、ドミニカ共和国111万人であった。
国勢調査によると、出自として最も多い国・地域はドイツで、2000年の調査では4280万人（米国全体の14.2%）。

## 国勢調査の内容

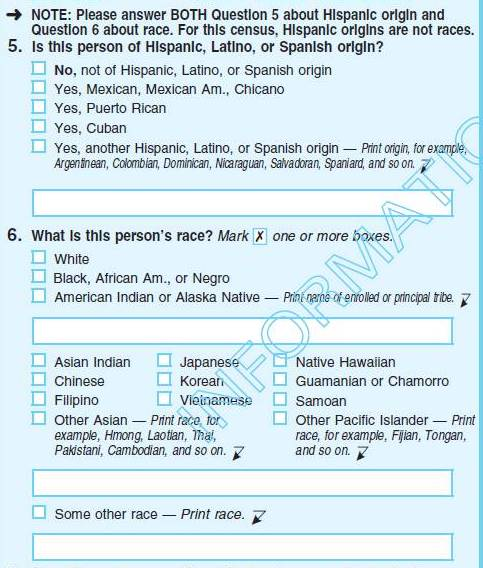
2010年の国勢調査票-人種記入欄:
5. ヒスパニック可否
6. 人種
白人、黒人、アメリカ先住民（以上人種）、インド人、中国人、フィリピン人、日本人、韓国人、ベトナム人など（民族、出自国）

人種・民族構成の集計を理解する上で国勢調査の調査内容を把握する必要がある。集計では混血の比率が2.9%と報告されているが、これは集計上の見かけの数値でしかない。以下どういう経緯でこの数字が出てきたのか説明をする。
まず米国国勢調査局の調査票における人種（race）の選択項目では、人類学や文化人類学での人種の定義を適用しておらず、人種（race）と民族（ethnicity）・出自（Ancestry）をいくつか併記しており、その他へは記述欄をもうけている（右の画像を参照）。2000年からは複数選択可となったが、それ以前は1つのみであった。

### 人種に関する選択項目
白人、黒人、アメリカ先住民（以上大まかな人種）、インド人、中国人、フィリピン人、日本人、韓国人、ベトナム人など（民族、出自国）
次に人種や民族の判断は住民に任されているが、自身の血統をどこまで把握しているかは明確ではない。記述も実質的に任意である。国勢調査の内容は人口統計作成以外には使われないと定められており、国勢調査票の提出は住民の義務であり、未提出や虚偽の報告については罰金も定められている。しかしながらプライバシーとの絡みもあり罰則規定が厳密に運用されているわけではない。Long Form（後述）の質問内容は学歴、収入、家の作り、水洗か、冷蔵庫の有無、健康状態などと多岐に渡るため、賛否、様々な議論が上がっており、記入を躊躇したり、面倒に思う住民はいる。
以上をまとめると、調査票の人種の分類が不正確、人種の判断は本人任せで、記述および提出は実質任意である。
オバマ大統領は2010年の調査票には黒人のみを選択した。本来であれば、母方の白人も選択するべきであるが、虚偽の申告をしたとして訴追されたとか罰金を払ったという報道は見かけない。このことからも分かるように、本人がどういう帰属意識を持っているかの集計であり、科学的ではないが、社会的にはより重要な集計である。オバマは白人と黒人の混血であるが、米国においては初めての黒人大統領と表現されている。これには20世紀まで適応された一滴でも黒人の血が混ざれば黒人であるという「一滴ルール（（英）one-drop rule）」や2000年までは国勢調査の人種選択は1項目のみで複数の選択は許されなかったなどの事情が絡んでいる。現在でも米国では少しでも黒人的特徴があれば黒人と見なされる。

### 調査票の簡易版とLong Form
2000年の全数調査の際には簡易版と約300万のLong Form（以下正規版と記述する）が配布された。簡易版には年齢、性別、人種など8の質問のみ、正規版には53の質問項目があり出自に関する質問も含まれていた。出自は選択ではなく記述方式で15文字、2行が割り当てられていた。
2010年の第23回国勢調査（全数調査） では、簡易版（質問10項目）のみが使われたため、人種に関する質問は含まれていたが出自に関する質問は含まれていなかった。

## 人種構成
ここで記述する人種・民族の定義は人類学や文化人類学上の定義ではなく政治的定義であり、国勢調査も学術調査のような科学的分析資料ではないことに留意が必要である。

### 国勢調査における人種の定義
人種に関しては、混血・移民の歴史やさらに遡れば民族移動などの影響もある上に、米国においては人種差別に非常に敏感であるため国勢調査では人種に関しては、柔軟な対応をしている。一応ガイドラインを示してはいるが、厳密な集計上の運営をしているわけではなく、国勢調査表 への回答者の認識を尊重している。国勢調査局では統計上の誤差も報告しているが、記述を簡素化するため現時点では以下の表では割愛している。
人種の定義
白人（White）
出自がヨーロッパ、中東、北アフリカである。または本人が白人と申請した場合（以下同）。
黒人・アフリカ系アメリカ人（Black or African American）
出自がアフリカの黒人。
アメリカインディアンおよびアラスカ先住民（American Indian or Alaska Native）
出自が北米、中米、南米の先住民で、なおかつそれらの文化伝統を保っているもの。
アジア系（Asian）
出自が東アジア、東南アジア、インド亜大陸など。東西融合の地である中央アジアは記述されていない。
ハワイ先住民およびその他の太平洋諸島の住民
出自がハワイ、グアム、サモア、その他の太平洋諸島。
その他の人種
上記以外の人種。
| 人種        | 人種                                  | 2010年 | 2010年 | 2000年 | 2000年 | 増減 | 増減  |
| 人種        | 人種                                  | 人口   | 割合   | 人口   | 割合   | 人口 | 率    |
| ----------- | ------------------------------------- | ------ | ------ | ------ | ------ | ---- | ----- |
| 全米人口    | 全米人口                              | 308.7  |        | 281.4  |        | 27   | 9.7%  |
| 単 一 人 種 | 単一人種計                            | 299.7  | 97.1%  | 274.6  | 97.6%  | 25.1 | 9.2%  |
| 単 一 人 種 | 白人                                  | 223.6  | 72.4%  | 211.5  | 75.1%  | 12.1 | 5.7%  |
| 単 一 人 種 | 黒人 アフリカ系                       | 38.9   | 12.6%  | 34.7   | 12.3%  | 4.3  | 12.3% |
| 単 一 人 種 | アメリカ・インディアン アラスカ先住民 | 2.9    | 0.9%   | 2.5    | 0.9%   | 0.5  | 18.4% |
| 単 一 人 種 | アジアン                              | 14.7   | 4.8%   | 10.2   | 3.6%   | 4.4  | 43.3% |
| 単 一 人 種 | 太平洋先住民                          | 0.5    | 0.2%   | 0.4    | 0.1%   | 0.1  | 35.4% |
| 単 一 人 種 | その他の人種                          | 19.1   | 6.2%   | 15.4   | 5.5%   | 3.7  | 24.4% |
| 複数人種    | 複数人種                              | 9.0    | 2.9%   | 6.8    | 2.4%   | 2.2  | 32.0% |

なお小数点2桁目で四捨五入しているので、合計と合わない部分もある。この集計ではヒスパニック系の可否は問われていないのでヒスパニック系はそれぞれの項目に分散しているが、その他の人種では97%がヒスパニック系である。

### ヒスパニック系

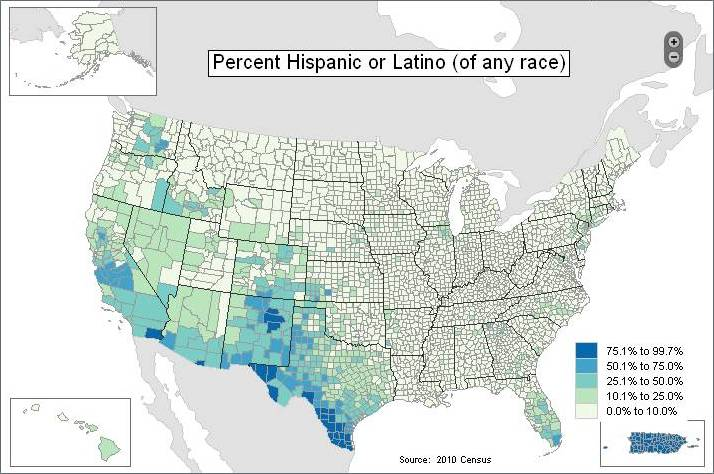
ヒスパニック系の郡毎の比率 2010年

ヒスパニック系は現在の米国領土の南部や西部においては、非ヒスパニック系より先に16世紀には入植していた。米国（東部13州）独立時点では北アメリカの大半はスペイン、フランス、イギリス領土であった。その後、武力行使による割譲や領土購入などを経てきた。それに伴いヒスパニック系は退去か残留かの選択を強いられた。20世紀初頭のヒスパニック系の人口は50万人で全人口の0.7%であったが、当時の米国南西部の人口は約500万人で、南西部ではヒスパニック系の比率は10%であった。20世紀にはヒスパニック系の人口は10年毎に約60%増加しており、1950年には360万人、2000年には3530万人、2010年には5050万人となっていた。2045年には倍の1億人に達すると推定されている。 2005年の推定ではヒスパニック系の不法入国者は1000万人以上と見積もられており、国勢調査では市民か否かの質問はしていないが、これらの不法入国者が調査票を提出したかは不明である。
2000年までの国勢調査まではヒスパニック・ラテン系（Hispanic or Latino Origin）と人種（Race）はまとめて集計されていた。ヒスパニックには白人、黒人、先住民であるアジア系人種などや混血が含まれ、民族（国籍や文化圏）もさまざまであることから、ヒスパニック系とは人種の分類ではなく文化の分類と定義し、ヒスパニック系の集計を人種の集計から独立させた。
以下、ヒスパニック系またはラテン系（Hispanic or Latino Origin）か否かによる集計である。ヒスパニックには白人、黒人、メスティソなどが含まれ、出身国には非スペイン語圏を除く、ラテンアメリカ諸国およびスペインが含まれているが、スペイン語圏である赤道ギニアは含まれていない。広義のラテン系にはポルトガルさらにはイタリアやフランスも含まれるが、米国の国勢調査ではスペイン系のみを計上している。
なおプエルトリコの居住者の数（約380万人）は以下の記述には含まれていないが、米国本土（アラスカ、ハワイを含む）に居住するプエルトリコ人（460万人）は含まれている。
全ての人種を含んだヒスパニック系は5048万人で全人口の16.3%であった。非ヒスパニック系では、白人1億9682万人(76.2%)、黒人3769万人(14.6%)、アジア人1447万人(5.6%)、混血597万人(2.3%)などであった。2000年の調査ではヒスパニック系(12.5%)と非ヒスパニック黒人(12.3%)の比率はほぼ同じであったが、2010年にはヒスパニック系の増加率が非ヒスパニック黒人の増加率の4倍近く、単独2位の集団となった。
| 区分                 | 区分           | 区分           | 2010年 | 2010年 | 2000年 | 2000年 | 増減 | 増減  |
| 区分                 | 区分           | 区分           | 人口   | 割合   | 人口   | 割合   | 人口 | 率    |
| -------------------- | -------------- | -------------- | ------ | ------ | ------ | ------ | ---- | ----- |
| 全米人口             | 全米人口       | 全米人口       | 308.7  | 100%   | 281.4  | 100%   | 27   | 9.7%  |
| ヒスパニック系       | ヒスパニック系 | ヒスパニック系 | 50.5   | 16.3%  | 35.3   | 12.5%  | 15.2 | 43.0% |
| 非 ヒ ス パ ニ ッ ク | 白人           | 白人           | 196.8  | 63.7%  | 194.6  | 69.1%  | 2.3  | 1.2%  |
| 非 ヒ ス パ ニ ッ ク | 非 白 人       | 合計           | 61.5   | 20.0%  | 51.6   | 18.4%  | 9.9  | 3.7%  |
| 非 ヒ ス パ ニ ッ ク | 非 白 人       | 黒人           | 37.7   | 12.2%  | 33.9   | 12.0%  | 3.8  | 11.2% |
| 非 ヒ ス パ ニ ッ ク | 非 白 人       | アジア系       | 14.5   | 4.7%   | 10.1   | 3.6%   | 4.4  | 43.6% |
| 非 ヒ ス パ ニ ッ ク | 非 白 人       | アメリカ先住民 | 2.2    | 0.7%   | 2.1    | 0.7%   | 0.1  | 4.8%  |
| 非 ヒ ス パ ニ ッ ク | 非 白 人       | ハワイ、大洋州 | 0.5    | 0.2%   | 0.4    | 0.1%   | 0.1  | 37.1% |
| 非 ヒ ス パ ニ ッ ク | 非 白 人       | その他         | 0.6    | 0.2%   | 0.5    | 0.2%   | 0.1  | 27.7% |
| 非 ヒ ス パ ニ ッ ク | 非 白 人       | 混血           | 6.0    | 1.9%   | 4.6    | 1.6%   | 1.4  | 30.4% |

ヒスパニック系の6割はメキシコ出身であり、ラテンアメリカ諸国では白人（コーカソイド）と先住民（モンゴロイド）さらには黒人（ネグロイド）間の混血が多く、メキシコでは6割は先住民とスペイン人の混血と言われているが、これも調査回答者の認識によるため、米国よりさらに古い歴史を考慮すると正確な人種間混血の計上は困難である。
| 区分              | 区分           | 区分           | 2010年 | 2010年 | 2000年 | 2000年 | 増減 | 増減  |
| 区分              | 区分           | 区分           | 人口   | 割合   | 人口   | 割合   | 人口 | 率    |
| ヒ ス パ ニ ッ ク | 合計           | 合計           | 50.5   | 100%   | 35.3   | 100%   | 15.2 | 43.0% |
| ----------------- | -------------- | -------------- | ------ | ------ | ------ | ------ | ---- | ----- |
| ヒ ス パ ニ ッ ク | 白人           | 白人           | 26.7   | 53.0%  | 16.9   | 47.9%  | 9.8  | 58.0% |
| ヒ ス パ ニ ッ ク | 黒人           | 黒人           | 1.2    | 2.5%   | 0.7    | 2.0%   | 0.5  | 69.0% |
| ヒ ス パ ニ ッ ク | アジア系       | アジア系       | 0.2    | 0.4%   | 0.1    | 0.3%   | 0.1  | 75.0% |
| ヒ ス パ ニ ッ ク | アメリカ先住民 | アメリカ先住民 | 0.7    | 1.4%   | 0.4    | 1.1%   | 0.3  | 68.3% |
| ヒ ス パ ニ ッ ク | ハワイ、大洋州 | ハワイ、大洋州 | 0.06   | 0.1%   | 0.05   | 0.1%   | 0.0  | 24.4% |
| ヒ ス パ ニ ッ ク | その他         | その他         | 18.5   | 36.7%  | 14.9   | 42.2%  | 3.6  | 24.2% |
| ヒ ス パ ニ ッ ク | 混血           | 混血           | 3.0    | 6.0%   | 2.2    | 6.2%   | 0.8  | 36.4% |

ヒスパニック系の5000万人の内訳は、白人2674万人(53.0%)、黒人124万人(2.5%)、その他の人種1850万人(36.7%)、混血304万人(6.0%)などであった。
ヒスパニック系の特徴はその増加率（1990年から2010年の間に倍増）の高さと若さである。ヒスパニックの平均年齢は27歳で、非ヒスパニック系白人は42歳、非ヒスパニック系黒人は32歳であった。

#### ヒスパニック系の出身国
出身国は自称によるもので本人または親や先祖も含まれるが、主観的な判断である。なお2000年と2010年ではヒスパニックに関する質問内容が上記のように変更されたので、特に出身国別の増減には実質的な増減以上に影響を与えている可能性がある。ヒスパニック系の出身国では、最大がメキシコで63%、次いでプエルトリコ9.2%、キューバ3.5%、エルサルバドル3.3%、ドミニカ共和国2.8%となっている。

### 黒人・アフリカ系アメリカ人

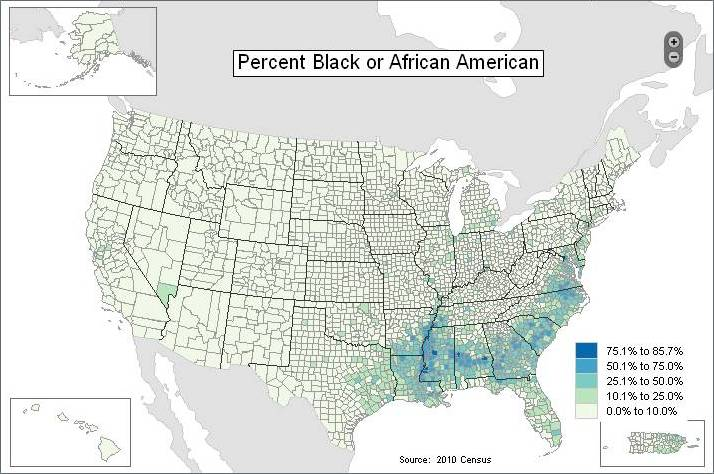
黒人の郡毎の比率 2010年

黒人・アフリカ系アメリカ人（Black or African American）はアフリカに起源を持つネグロイドである。黒人（Black）は奴隷などの子孫で出自が不明な者、アフリカ系アメリカ人はアフリカ出自を特定出来る者と分類されている。この分類にはコーカソイドである北アフリカのアラブ人や、他の地域（例えばインド南部）の肌の色の濃い人種は含まれない。黒人の集計では総数、ヒスパニック系による分類の2通りあることに留意。
米国における黒人は大半が16世紀からの奴隷貿易に起源を持つ。19世紀初頭までの約3世紀の間に900 - 1100万人の黒人がアフリカから連れてこられたと推定されている。
米国の最初の国勢調査である1790年の調査では、当時の米国（東部13州）には全人口の19.3%、76万人（うち奴隷70万人）の黒人がいたと報告されている。 当時のスペイン領、フランス領、その他の地域にも黒人奴隷は居たが人口は不明である。 南北戦争の直前の1860年には黒人の人口は444万人（うち奴隷395万人）まで増加したが全人口に対する比率は14%へと下がった。1900年には880万人へと倍増し2000年には3460万人であった。
黒人の出自（出身国）に関しては奴隷貿易という強制連行であり、到着後の取り扱いが人権を否定されたものであった等、白人以上に確定が困難になっている。米国の国勢調査では黒人の出自の集計はされていない。2011年の国勢調査では非ヒスパニック系の黒人は3920万人(12.6%)、アフリカ系アメリカ人（サブサハラアフリカ出自）は240万人(0.8%)で合計は4160万人(13.3%)であった。
国勢調査の人種は主観的な区分であり、本人がいかに認識しているかおよび判断しているかの集計であるが、系譜学者や人類学者の調査では、「黒人の80%には1/8以上の白人の血が混ざっている。」、「白人の30%は黒人の血が混ざっている。」などの報告がある。白人の混血率が30%と意外と低いがこれは19世紀末から20世紀にかけて増加したヨーロッパからの移民による見かけの純血率の上昇である。

### アジア系

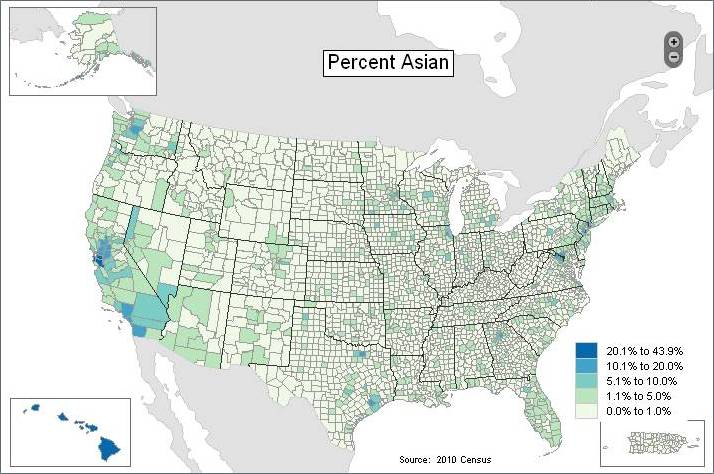
アジア系の郡毎の比率 2010年

アジア系の移民の歴史は白人や黒人に比べると浅く、19世紀後半に中国や日本からの移住が始まり、20世紀に入りフィリピン、韓国、ベトナム、インドなどからの移住が始まった。
2010年の集計では、アジア系のみを記述した人口は1467万人であったが、最大グループは中国人で335万人、ついでインド人284万人、フィリピン人256万人、ベトナム人155万人、韓国人142万人、日本人76万人、パキスタン人36万人などとなっていた。これらの数値には混血を含んでいない。複数の人種を選択したもののうち、アジア系は延べ265万回記入された。この中には2つ以上の混血も含まれているが、単純に単一記述と複数記述を比較すると、265/1467で、アジア系の混血率は最大で18.1％となる。国勢調査局では混血について詳しく分析しており、アジア系の中では日系の混血率が突出していると報告している。日系では他のアジア系との混血が6%、他の人種との混血が28.2%、3つ以上の混血が7.2%の合計41.4%の混血率となっている。続くのがフィリピン系の25.2%、韓国系16.6%、中国系16.5%、インド系10.7%となっている。アジア系は全米の大都市に多いが中でも西海岸へ集中している。特に日系は他のアジア系に比べ西海岸への集中が大きい。
アジア系の人口が多い地域は、ニューヨーク104万人、ロスアンゼルス43万人、サンノゼ30万、サンフランシスコ27万、サンディエゴ21万、ホノルル18万などであった（数値は混血を含まない）。アジア系の人口比率の高い地域はホノルル54.8%、デイリーシティ55.6%、フレモント50.6%、サニーベール40.6%、アーバイン39.2%、サンタクララ37.7%などカリフォルニア、とくにシリコンバレー周辺で高率になっている。

### 先住民

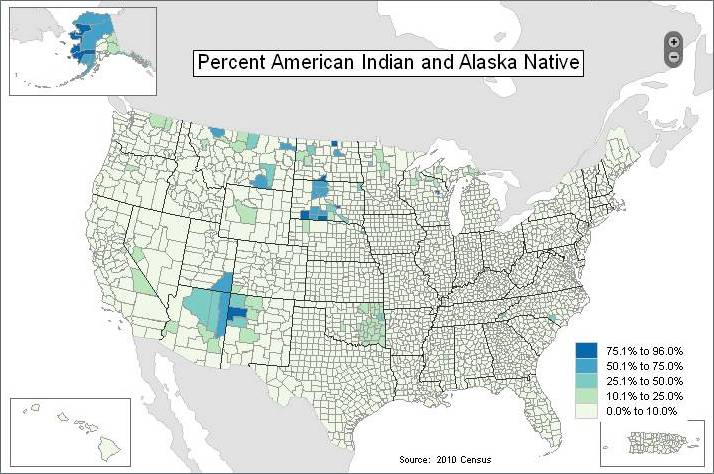
アメリカ先住民の郡毎の比率 2010年

2010年の調査では290万人（全人口の0.9%）が単一人種としてアメリカ・インディアンかアラスカ先住民を選択したほか、延べ230万人(0.7%)が血を引くと回答した。合計520万人(1.7%)がアメリカ先住民かその血を引くと回答した。このグループは高い増加率を示しており、10年で26.7%増加している。

### 人種間の混血
混血には人類学上の人種間の混血と文化人類学上の民族間の混血があるが、国勢調査では、白人（人種）とインド人（アジア系、民族）は人種間の混血（Combination）として扱われ、逆にインド人（アジア系）と日本人（アジア系）の場合は人種間の混血として扱われない。国勢調査では人種の質問の中で項目を2つ以上選択または2つ以上記述した場合としており、集計報告では「2つ以上選択」と表示しており、混血（mixed race）とは表示していない。本来であればこの記事の記述でも「2つ以上選択」と表示するべきであるが、読みやすさを考慮して「混血」と表示する。
出自（民族）間の集計は、正規版の調査票に基づいて別途集計されており、後述する。
混血の定義の前提となる親自身の人種の確定が前述したように困難を伴うので、3代（曾祖父母）以上遡った血筋の認識は薄いと思われる。さらに、この集計では白人間であれば、例えばイギリス人（白人）とイラン人（白人）の混血は混血と見なされないが、イギリス人（白人）とインド人（アジア系）の両方が選択された場合は混血に分類している。よって以下に記述する混血率2.9%は混血率というより、集計報告に記述されているように「複数を選択した率」と理解されるべきである。
意外に低い混血の集計結果であるが、出自確定の困難度に加え、アメリカ人であるという自意識の高さもこの混血の数値を引き下げている。出自の節で述べるが、民族にアメリカ人（先住民では無く）と記述した数が最大であったが、これはアメリカ人であるという自意識（愛国心）の強さと同時に、先祖の確定の難しさを反映しているものと思われる。 さらには被差別人種であった少数民族の祖先を隠す、子に伝えないなどの要因もあると思われる。 詳細はen:Multiracial#United Statesおよびen:Multiracial Americanを参照。米国では20世紀半ばまで多くの州で人種間の結婚を禁止していた。西海岸の州ではアジア系と白人の結婚が禁止されていた。1967年にバージニア州で白人男性と黒人女性が結婚し懲役1年の判決を受けたが、上告し合衆国最高裁判所がバージニア州法は違憲であると判決し、残っていた南部17州で婚姻が認められるようになった。詳細はen:Loving v. Virginiaを参照。詳細はen:Interracial marriage in the United Statesを参照。
国勢調査の結果では人種欄で2項目以上記入したものは900万人で全人口の2.9%であったが、人種間での混血が100人あたり3人は明らかに現状を反映していない。この数値は10年前の調査から32%増加しており、増加分の多くは10歳以上であるので、前回は単一人種と記入した者が今回は混血と記入したということである。これは若い世代の混血に対する柔軟な認識によるものである。
混血900万人の内訳を見ると、少数民族では混血の比率が高くハワイおよび太平洋地域の先住民の混血の比率は55.9%、アメリカ・インディアンとアラスカ先住民では43.8%となっていた。その他の人種ではアジアン15.3%、黒人は7.4%、白人は3.2%となっていた。人数では白人と黒人の混血が一番多く20.4%の183万人であった。その他黒人とアメリカ・インディアン、アラスカ先住民との混血が174万人(19.3%)、白人とアジア人が162万人(18.0%)、白人とアメリカ・インディアン、アラスカ先住民との混血が15.9%の143万人(15.9%)となっていた。3つ以上の人種の混血は74万人であった。
白人の混血率をヒスパニック系か否かでみると非ヒスパニック系の白人では504万人で2.5%であったが、ヒスパニック系の白人では245万人で8.4%であった。同様に黒人の混血率をヒスパニック系か否かでみると非ヒスパニック系では244万人で6.1%であったが、ヒスパニック系では65万人で34.5%であった。

### 社会的少数派

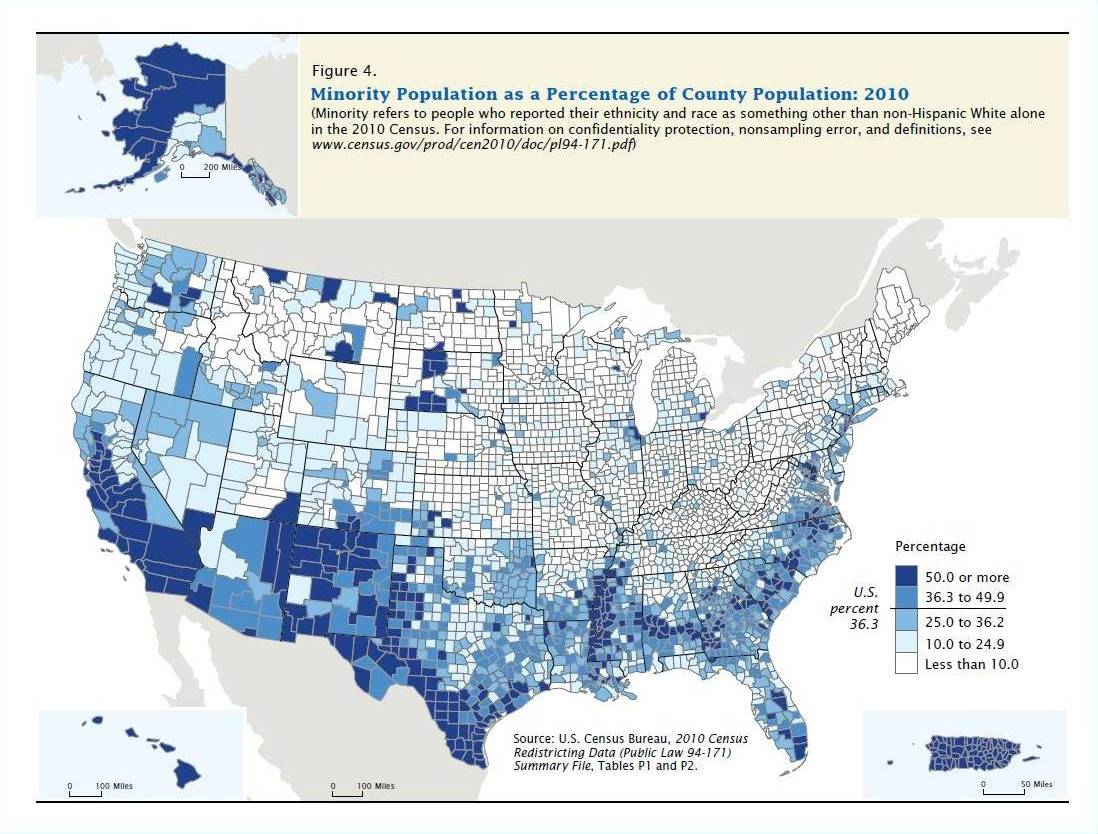
各郡の少数民族比率（2010年）:
- 2人に1人以上
- 3人に1人以上
- 4人に1人以上

米国国勢調査局では非ヒスパニック系の白人を多数派、それ以外の人種や民族を社会的少数派（マイノリティー）と定義している。この定義では全人口の36.3%が少数派となるが、この少数派が過半数の州および地域はカリフォルニア(59.9%)、ワシントンDC(65.2%)、ハワイ(77.3%)、ニューメキシコ(59.5%)、テキサス(54.7%)、プエルトリコ(99.3%)であった。この他にも少数派が40%を超える州が10州あり、非ヒスパニック系白人の2000年から2010年にかけての人口増加率が1.2%であるのに対し、少数派は28.8%であるので過半数となる州がさらに増えていく。
アメリカの3143の郡のうち348の郡は少数派が過半数である。

### 将来の人口の予測

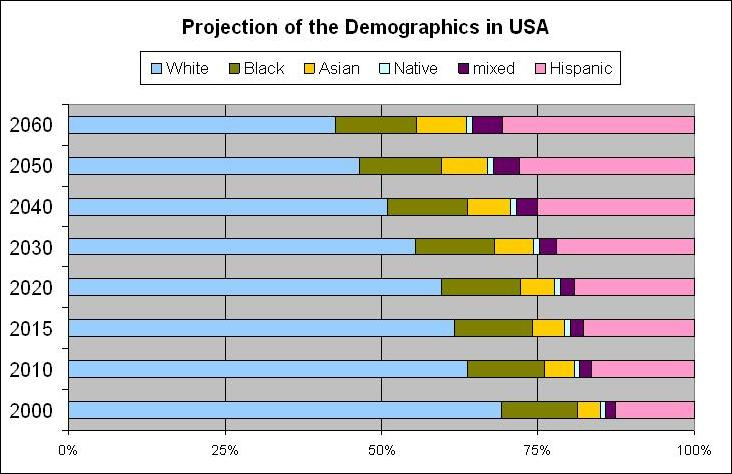
米国の人種・民族構成の予測

米国も他の先進工業国の例にもれず、ベビーブーマーの高齢化により、高齢化社会となりつつある。多数派である非ヒスパニック系白人では少子化も顕著で、2020年以降は人口は減少に向かうが、大量の移民流入および少数民族における高い出生率により、国全体としては総人口および労働人口は増加し続けており、他の先進工業国ほど高齢化による危機の度合いは低い。
アメリカ合衆国国土安全保障省の人口予測では2010年から2060年にかけて総人口は36％増化するが、非ヒスパニック系白人は9％減で2040年代には半数を切る。その他は増加が続き、ヒスパニック系は155%増で2060年には全人口の3割に達する。アジア系は129%増で比率は2010年の5%から2060年には8%へ、黒人と先住民が約40%増で比率はほぼ変化なし、混血は3倍以上になると推測している。
| グループ             | グループ     | 2000  | 2010  | 2015  | 2020  | 2030  | 2040  | 2050  | 2060  | 2000、2010年は実績       |
| -------------------- | ------------ | ----- | ----- | ----- | ----- | ----- | ----- | ----- | ----- | ------------------------ |
| 合計                 | 合計         | 281.4 | 308.7 | 321.4 | 333.9 | 358.5 | 380.0 | 399.8 | 420.3 |                          |
| 非 ヒ ス パ ニ ッ ク | 白人         | 194.6 | 196.8 | 198.4 | 199.3 | 198.8 | 193.9 | 186.3 | 179.0 | 微増から減へ             |
| 非 ヒ ス パ ニ ッ ク | 黒人         | 33.9  | 37.7  | 39.9  | 41.8  | 45.5  | 48.8  | 52.0  | 55.3  |                          |
| 非 ヒ ス パ ニ ッ ク | アジア系     | 10.1  | 14.5  | 16.4  | 18.2  | 22.0  | 25.9  | 29.6  | 33.1  | 東、東南、南アジア       |
| 非 ヒ ス パ ニ ッ ク | 先住民       | 2.4   | 2.7   | 2.9   | 3.1   | 3.4   | 3.6   | 3.7   | 3.9   | 本土、アラスカ、ハワイ他 |
| 非 ヒ ス パ ニ ッ ク | 混血         | 4.6   | 6.0   | 6.6   | 7.7   | 10.1  | 13.0  | 16.4  | 20.2  |                          |
| 非 ヒ ス パ ニ ッ ク | その他       | 0.5   | 0.6   | -     | -     | -     | -     | -     | -     |                          |
| ヒスパニック         | ヒスパニック | 35.3  | 50.5  | 57.1  | 63.8  | 78.7  | 94.9  | 111.7 | 128.8 | 全人種                   |

## 出自（出身国）

米国の各郡における最多の出自:
ドイツ系
イングランド系
オランダ系
アイルランド系
フランス系
イタリア系
アメリカ系
メキシコ系
インディアン
黒人
プエルトリコ

### 2000年連邦国勢調査による分析

11.8%(FL)から43.9%(ND)に及ぶ各州における最多の出自。
ドイツ系
アメリカ系
メキシコ系
アイルランド系
アフリカ系
イタリア系
イングランド系
日系
プエルトリコ系

2000年の国勢調査における、自己申告による米国15大出自
| 順位 | 出自                           | 延べ数     | 割合  |
| ---- | ------------------------------ | ---------- | ----- |
| —    | イギリス (1801–1922)           | 66,224,627 | 23.3% |
| 1    | ドイツ系                       | 42,841,569 | 15.2% |
| 2    | アイルランド系                 | 30,524,799 | 10.8% |
| 3    | アフリカ系                     | 24,903,412 | 8.8%  |
| 4    | イングランド系                 | 24,509,692 | 8.7%  |
| 5    | アメリカ系                     | 20,188,305 | 7.2%  |
| 6    | メキシコ系                     | 18,382,291 | 6.5%  |
| 7    | イタリア系                     | 15,638,348 | 5.6%  |
| 8    | ポーランド系                   | 8,977,235  | 3.2%  |
| 9    | フランス系                     | 8,309,666  | 3.0%  |
| 10   | アメリカ先住民                 | 7,876,568  | 2.8%  |
| 11   | スコットランド系               | 4,890,581  | 1.7%  |
| 12   | オランダ系                     | 4,541,770  | 1.6%  |
| 13   | ノルウェー系                   | 4,477,725  | 1.6%  |
| 14   | スコットランド系アイルランド人 | 4,319,232  | 1.5%  |
| 15   | 中国系                         | 4,010,114  | 1.4%  |

その他、ヨーロッパ系0.7%、北ヨーロッパ系0.1%などアメリカの記述同様に不明確なものがあった。アジア系は中国230万人(0.8%)であり、この内訳として、フィリピン系210万人(0.8%)、インド系150万人(0.5%)、韓国系120万人(0.4%)、日系110万人(0.4%)、ベトナム系100万人(0.4%)であった。
出自（民族）の集計では、「1つのみ記入（単一民族）」が58%、「複数記述（混血）」が22%、未記入が20%となっていた。
2000年の集計にはほぼ全民族が網羅されているが、表の数値は出自の延べ数の集計であるため、同数値の合計は総人口より大きな値となる。表の数値は何々系アメリカ人の推定人口やその比率を意味するものではない。この延べ数の集計では、加重評価はされていない（血統の割合の記入は求められていない）。例として、キャメロン・ディアスの場合は父親がスペイン系キューバ人で母親がチェロキー、イングランド、ドイツの血を引くとあり、1/2がスペイン、残りが割合が不明であるが等分するとチェロキー1/6、イングランド1/6、ドイツ1/6となる。ユマ・サーマンのケースでは、父方が苗字からイギリス系と思われるが不詳、母方がドイツとスウェーデンの混血でドイツ1/4、スウェーデン1/4であるが、この2人で記入されるのはスペイン1回（実際は1/4）、チェロキー1回（1/6）、イングランド1回（1/6）、ドイツ2回（1/6+1/4）、スウェーデン1回（1/4）となりこれらが集計される。これらを理解した上で人種・民族などの集計を読む必要がある。
アメリカ合衆国の頁の人種の節や他国版の記事にこれらの数字が何々系アメリカ人の人口と掲載されているが、これは正確な表現ではない。複数の出自の記述はそれぞれで計上されており、あくまで延べ数である。英語版の日系アメリカ人の頁では正確に「日系アメリカ人およびその混血」と記述してある。

### 2010年連邦国勢調査による分析
2010年の国勢調査における、自己申告による米国15大出自
| 順位 | 出自                           | 延べ数     | 割合  |
| ---- | ------------------------------ | ---------- | ----- |
| 1    | ドイツ系                       | 49,206,934 | 17.1% |
| 2    | アフリカ系                     | 41,284,752 | 13.6% |
| 3    | アイルランド系                 | 35,523,082 | 11.6% |
| 4    | メキシコ系                     | 31,789,483 | 10.9% |
| 5    | イングランド系                 | 26,923,091 | 9.0%  |
| 6    | アメリカ系                     | 19,911,467 | 6.7%  |
| 7    | イタリア系                     | 17,558,598 | 5.9%  |
| 8    | ポーランド系                   | 9,739,653  | 3.0%  |
| 9    | フランス系                     | 9,136,092  | 2.9%  |
| 10   | スコットランド系               | 5,706,263  | 1.9%  |
| 11   | スコットランド系アイルランド人 | 5,102,858  | 1.7%  |
| 12   | アメリカ先住民                 | 4,920,336  | 1.6%  |
| 13   | オランダ系                     | 4,810,511  | 1.6%  |
| 14   | プエルトリコ系                 | 4,607,774  | 1.5%  |
| 15   | ノルウェー系                   | 4,557,539  | 1.5%  |

### 1つのみ記入（単一民族）
前節で記述した出自の「延べ数」の中で、複数回カウントされた比率を理解するために、「1つのみ記入（単一民族）」の数値を記述する。以下のデータは米国国勢調査局のサイトから抽出した年次の異なる2011年のデータであるので、おおまかな比較用である。2011年の推定人口は3億1160万人で「1つのみ記入」が2億7580万人(62%)、「2つ以上」が8120万人(26%)、「不詳」が7160万人(23%)であった。不詳分を除けば、単一民族62%対混血26%で、ほぼ単一民族7対混血3の割合となり、人種・混血の節での「2つ以上」（混血）の数値2.9%より現実的な数値になっている。
1つのみ記入（単一民族）では、スペインを除くヨーロッパ系は8760万人(28.1%)で最大で、内訳はドイツ系1620万人(5.2%)、イギリス1350万人(4.3%)、アイルランド970万人(3.1%)、イタリア680万人(2.2%)、ポーランド320万人(1.0%)であった。ヒスパニック系は5190万人(16.7%)で、最大は隣国のメキシコで3360万人(10.8%)、次いで準州であるプエルトリコで490万人(1.6%)であった。出自国ベースで見た単一民族人口ではメキシコ系がドイツやイギリスより多く最大となっている。黒人は3920万人(12.6%)、アメリカ・インディアンは250万人(0.8%)であった。アジア系は1500万人(4.8%)で最大は中国系で340万人(1.1%)、ついでインド290万人(0.9%)、日系は6番目で80万人(0.2%)であった。なおハワイ州では日系が最大グループである。そのほかイスラム各国は200万人(0.6%)、イスラエルは10万人(0.03%)であった。なおユダヤ人は出自は大半がヨーロッパ各国であり宗教の切り口で集計した場合ユダヤ系アメリカ人は約500万人である。
出自国の延べ計上数で2000年に最大の4280万であったドイツは、単一記入（単一民族）の2010年の人口は1620万人であった。年次が異なるがこれらの数値の差が混血とすると、混血率は62％となる。同様に日系の延べ数110万、単一76万からは混血率は31%となる。

## 使用言語
家庭で使用する言語については2010年の国勢調査の簡易版では質問されなかった。以下の数値は国勢調査局ACSによる2012年統計「Population Ancestry Language Spoken At Home」からのものである。調査年度は2009年となっている。
家庭で使われる言語調査では、米国の5歳以上（以下この節で述べる話者人口はすべて5歳以上の人口である。）の2億8580万人のうち、英語のみ話者は2億2870万人で80.0%であった。残りの5710万人は英語以外の言語が家庭で使われているが、その約半数は英語を流暢に(very well)話せると回答している。この5710万人の内訳はスペイン語話者が3547万人(12.4%)、その他のインド・ヨーロッパ語族の話者が1050万人(3.7%)、アジア太平洋地域の言語の話者が870万人(3.0%)、その他が244万人(0.9%)であった。米国全体では英語が圧倒的に優位な言語であるが、州・地域、大都市・小都市で大きくばらつきがあり、州別では、英語のみの話者の比率はウエストバージニア州が最大で97.7%、最小はカリフォルニア州の56.9%であった。なおこの集計には主にスペイン語話者であるプエルトリコ自治区の住民380万人は含まれていないが、米国本土に居住するプエルトリコ人（460万人）は含まれている。

### 家庭で使われる言語一覧
英語(80%)とスペイン語(12%)が米国における2大言語となっており、3位の中国語以下は比率が1%以下である。集計には3位以下に数十の言語があり、その合計は全米の話者の8%である。日本語はおおよそ17番目で約45万人の話者がいる。
なお話者の数と民族（出自）の数は関連はあるが、一律には比例しない。例えば昔からの移民では、その子孫においては英語に同化している率が高いが、新しい移民では母語を使っている率が高い。米国には日系アメリカ人76万人 と推定14万人 の永住権を所持した日本人の計90万人がいるが、日本語の話者は44.5万人となっている。日本人の永住権保持者は日本語を使っていると想定すると日系アメリカ人76万人のうち30万人(39%)が日本語話者となる。20世紀後半から移民が急増した韓国系アメリカ人の場合は、いまだ1世が現役であり大半の家庭で韓国語が使われている。ヨーロッパの他国と比べると後発で19世紀以降に移民が増加したドイツ系アメリカ人およびドイツ系の血が入った人口は4790万人とアイリッシュ以上の大グループと推定されているが、英語とドイツ語の近さのせいか、ドイツ語の話者は110万人でしかない。
古くから移民のあるヒスパニックでは大社会が形成されたこともあり、完全なバイリンガルの場合でも家庭ではスペイン語が使われる比率が高く、ニールセン・カンパニーの調査では18歳以上のヒスパニックでは61%が家庭ではスペイン語を使うと回答している。2010年の国勢調査の結果でもヒスパニック系人口約5000万人に対して、スペイン語話者が約3500万人と約70％の家庭でスペイン語が使われている。これには絶え間ない移民の流入も寄与していると思われる。

### 各州での使用言語
以下に2010年の国勢調査の集計を示す。注、「英西以外の言語」の欄では英語、スペイン語以外の主要言語を略して記述する。
各州の内訳も市別の数値を見るとさらに大きくばらついており、カリフォルニアの人口10万人以上の市でみると、サンタ・アナの30万人のうち、英語のみの話者は17.6%で74.2%は家庭でスペイン語を話している。全米で第2の都市であるロサンゼルス市では英語のみの話者は39.5%で、スペイン語話者の方が43.8%と多い。ただしこのスペイン語話者の半数はバイリンガルであり、流暢に話せないと回答している残りの半数も英語が分からないわけではない。この国勢調査からはスペイン語のみの話者の数は分からない。カリフォルニアの人口10万人以上の63の市のうち22の市では英語のみの話者の比率が半数未満である。英語のみの話者の比率が高い都市でもその比率は75%ほどである。
全米最大の都市ニューヨークは英語のみは52.5%でスペイン語23.9%、その他のインド・ヨーロッパ語族13.3%、アジア太平洋地域の言語7.9%となっている。
| 都市               | 州                 | 人口 （千人） | 英語のみ | 英語以外 | 英語以外 | 英語以外    | 英語以外        | 英語以外 |
| 都市               | 州                 | 人口 （千人） | 英語のみ | 小計     | 西語     | 他の 印欧語 | アジア 太平洋語 | その他   |
| ------------------ | ------------------ | ------------- | -------- | -------- | -------- | ----------- | --------------- | -------- |
| ニューヨーク       | ニューヨーク州     | 7,811         | 52.5%    | 47.5%    | 23.9%    | 13.3%       | 7.9%            | 2.4%     |
| ロスアンゼルス     | カリフォルニア州   | 3,546         | 39.5%    | 60.5%    | 43.8%    | 6.7%        | 8.5%            | 1.5%     |
| シカゴ             | イリノイ州         | 2,639         | 65.7%    | 34.3%    | 23.3%    | 6.2%        | 3.5%            | 1.3%     |
| ヒューストン       | テキサス州         | 2,058         | 55.2%    | 44.8%    | 36.3%    | 3.2%        | 4.2%            | 1.1%     |
| フェニックス       | アリゾナ州         | 1,444         | 61.7%    | 38.3%    | 32.8%    | 2.5%        | 1.8%            | 1.2%     |
| フィラデルフィア   | ペンシルバニア州   | 1,437         | 79.1%    | 20.9%    | 9.5%     | 5.7%        | 4.1%            | 1.6%     |
| サンアントニオ     | テキサス州         | 1,261         | 54.8%    | 45.2%    | 41.6%    | 1.5%        | 1.5%            | 0.6%     |
| サンディエゴ       | カリフォルニア州   | 1,216         | 62.7%    | 37.3%    | 21.6%    | 4.0%        | 10.6%           | 1.1%     |
| ダラス             | テキサス州         | 1,175         | 57.3%    | 42.7%    | 38.4%    | 1.4%        | 2.0%            | 0.9%     |
| サンノゼ           | カリフォルニア州   | 889           | 45.0%    | 55.0%    | 23.6%    | 6.9%        | 23.7%           | 0.8%     |
| デトロイト         | ミシガン州         | 842           | 88.7%    | 11.3%    | 6.1%     | 2.3%        | 0.4%            | 2.5%     |
| サンフランシスコ   | カリフォルニア州   | 774           | 55.8%    | 44.2%    | 11.9%    | 6.5%        | 25.3%           | 0.5%     |
| ジャクソンビル     | フロリダ州         | 751           | 88.0%    | 12.0%    | 5.1%     | 3.3%        | 2.8%            | 0.7%     |
| インディアナポリス | インディアナ州     | 742           | 88.9%    | 11.1%    | 7.0%     | 2.0%        | 1.1%            | 0.9%     |
| オースティン       | テキサス州         | 731           | 66.9%    | 33.1%    | 26.2%    | 3.1%        | 3.2%            | 0.7%     |
| コロンバス         | オハイオ州         | 712           | 86.4%    | 13.6%    | 4.7%     | 3.1%        | 2.9%            | 3.0%     |
| フォートワース     | テキサス州         | 659           | 67.1%    | 32.9%    | 28.5%    | 1.7%        | 2.0%            | 0.7%     |
| シャーロット       | ノースカロライナ州 | 646           | 82.7%    | 17.3%    | 9.9%     | 3.5%        | 2.6%            | 1.3%     |
| メンフィス         | テネシー州         | 621           | 92.4%    | 7.6%     | 4.5%     | 1.0%        | 1.3%            | 0.8%     |
| ボストン           | マサチューセッツ州 | 609           | 66.4%    | 33.6%    | 14.7%    | 11.3%       | 5.8%            | 1.8%     |

## 米国における英語以外のメディア

### スペイン語のメディア
スペイン語は2番目に使用されている言語で3500万人の話者がおり、それに対応してスペイン語の新聞、テレビ・ラジオ局なども多くなっている。

#### 新聞
日刊26紙、週刊428紙、その他378紙の計832紙が発行されており、英語の新聞が発行部数が減少する中でスペイン語の新聞は発行部数は週刊約1100万、日刊約100万で横ばいとなっている。発行部数では英紙ほどの減少は見られないが収入は2007年のバブル崩壊前に比べ半分ほどに落ちている。

#### テレビ局
全米に41局以上のスペイン語テレビ局があり、CNN、HBO、ディスカバリーチャンネル、ESPNなどのケーブル局もスペイン語チャンネルを設けている。スペイン語ネットワークでは大手のUnivisionが米国の4大ネットワークFox、CBS、ABC、NBCに次ぐ視聴率であり、4大ネットワークが視聴者数を落とす中でユニビジョンは増加している。
4大ネットワークとユニビジョン、それに次ぐテレムンド（Telemundo）の視聴者数（18歳から49歳、2011年5月15日までのシーズン中のプライムタイム）
- Fox　460万人
- CBS　380万人
- ABC　320万人
- NBC　310万人
- ユニビジョン （Univision）　190万人
- テレムンド（Telemundo）　65万人

#### ラジオ局
2009年秋の時点で1323のスペイン語ラジオ局があった。これは前年同期比で8%の増加である。

### 中国語のメディア
第3位の言語は中国語で260万人の話者がいる。スペイン語の1/10以下ではあるが、複数の新聞やテレビ局がある。

### 日本語のメディア
1970年代まではハワイ、サンフランシスコ、ロサンゼルスの日系社会で発行された地元紙のみで、テレビ放送も週末の時間枠を借りた1 - 2時間の日本語放送のみであったが、1980年代に入り日本の新聞社が米国版の発行を開始し、日本語専用のケーブルチャンネルも始まった。